# Richeza di Polonia
Richeza di Polonia (22 settembre 1013 – 21 maggio 1075) fu regina consorte d'Ungheria dal 1060 al 1063 al fianco del marito Andrea I.

## Biografia
Richeza era figlia del re Miecislao II di Polonia e di sua moglie, Richeza di Lotaringia, nipote dell'imperatore del Sacro Romano Impero Ottone II di Sassonia.
Pur essendo per convenzione chiamata Richeza, le fonti contemporanee non confermano questo nome, in quanto si suppone si chiamasse Adelaide.
Tra il 1039 e il 1043 fu concessa in sposa al re Béla d'Ungheria, che era stato al servizio del padre e aveva partecipato alle campagne di quest'ultimo contro le tribù pagane della Pomerania. Makk ipotizza che Béla si battezzò poco prima del suo matrimonio e che il suo nome da cristiano fosse Adalberto.
Nel 1048, il marito ricevette un terzo dell'Ungheria (Tercia pars regni) a titolo di appannaggio dal fratello, il re Andrea I d'Ungheria, e la coppia si trasferì in territorio magiaro. Il 6 dicembre 1060, il marito fu incoronato re d'Ungheria dopo aver sconfitto il fratello.

## Discendenza
I figli che ebbe Richeza furono tutti generati da lei e da suo marito Béla I:
- Re Géza I d'Ungheria (1040 circa - 25 aprile 1077)
- Re Ladislao I d'Ungheria (1040 circa - 29 luglio 1095)
- Duca Lamberto d'Ungheria (dopo il 1050 - 1095 circa)
- Sofia (dopo il 1050 - 18 giugno 1095), moglie prima del margravio Ulrico I di Carniola e poi del duca Magnus di Sassonia.
- Eufemia (dopo il 1050 - 2 aprile 1111), moglie del principe Ottone I di Olomouc
- Elena d'Ungheria (dopo il 1050 1 1091 circa), moglie del re Demetrius Zvonimir di Croazia.

## Ascendenza
|                         |                         |                            | Genitori                |  |  | Nonni |  |  | Bisnonni               |  |  | Trisnonni |  |
|                         |                         |                            |                         |  |  |       |  |  | Miecislao I di Polonia |  |  | Siemomysł |  |
|                         |                         |                            |                         |  |  |       |  |  | Miecislao I di Polonia |  |  | Siemomysł |  |
|                         |                         | …                          |                         |  |  |       |  |  | Miecislao I di Polonia |  |  |           |  |
| Boleslao I di Polonia   |                         |                            |                         |  |  |       |  |  | Miecislao I di Polonia |  |  |           |  |
|                         |                         | Dubrawka                   | Boleslao I di Boemia    |  |  |       |  |  |                        |  |  |           |  |
|                         |                         | Dubrawka                   | Boleslao I di Boemia    |  |  |       |  |  |                        |  |  |           |  |
|                         |                         | Dubrawka                   | Biagota                 |  |  |       |  |  |                        |  |  |           |  |
| Miecislao II di Polonia |                         | Dubrawka                   |                         |  |  |       |  |  |                        |  |  |           |  |
|                         |                         | Drobomir di Lusazia        | …                       |  |  |       |  |  |                        |  |  |           |  |
|                         |                         | Drobomir di Lusazia        | …                       |  |  |       |  |  |                        |  |  |           |  |
|                         |                         | Drobomir di Lusazia        | …                       |  |  |       |  |  |                        |  |  |           |  |
| Enmilda di Lusazia      |                         | Drobomir di Lusazia        |                         |  |  |       |  |  |                        |  |  |           |  |
|                         |                         | …                          | …                       |  |  |       |  |  |                        |  |  |           |  |
|                         |                         | …                          | …                       |  |  |       |  |  |                        |  |  |           |  |
|                         |                         | …                          | …                       |  |  |       |  |  |                        |  |  |           |  |
| Richeza di Polonia      |                         | …                          |                         |  |  |       |  |  |                        |  |  |           |  |
|                         | Ermanno I di Lotaringia | Erenfredo II di Lotaringia |                         |  |  |       |  |  |                        |  |  |           |  |
|                         | Ermanno I di Lotaringia | Erenfredo II di Lotaringia |                         |  |  |       |  |  |                        |  |  |           |  |
|                         | Ermanno I di Lotaringia | Richwara di Zulpichgau     |                         |  |  |       |  |  |                        |  |  |           |  |
| Azzo di Lotaringia      | Ermanno I di Lotaringia |                            |                         |  |  |       |  |  |                        |  |  |           |  |
|                         |                         | Heylwig di Dillingen       | Hucbald II di Dillingen |  |  |       |  |  |                        |  |  |           |  |
|                         |                         | Heylwig di Dillingen       | Hucbald II di Dillingen |  |  |       |  |  |                        |  |  |           |  |
|                         |                         | Heylwig di Dillingen       | Dietbirg di Svevia      |  |  |       |  |  |                        |  |  |           |  |
| Richeza di Lotaringia   |                         | Heylwig di Dillingen       |                         |  |  |       |  |  |                        |  |  |           |  |
|                         |                         | Ottone II di Sassonia      | Ottone I di Sassonia    |  |  |       |  |  |                        |  |  |           |  |
|                         |                         | Ottone II di Sassonia      | Ottone I di Sassonia    |  |  |       |  |  |                        |  |  |           |  |
|                         |                         | Ottone II di Sassonia      | Adelaide di Borgogna    |  |  |       |  |  |                        |  |  |           |  |
| Matilde di Germania     |                         | Ottone II di Sassonia      |                         |  |  |       |  |  |                        |  |  |           |  |
|                         |                         | Teofano                    | Costantino Skleros      |  |  |       |  |  |                        |  |  |           |  |
|                         |                         | Teofano                    | Costantino Skleros      |  |  |       |  |  |                        |  |  |           |  |
|                         |                         | Teofano                    | Sofia Foca              |  |  |       |  |  |                        |  |  |           |  |
|                         |                         | Teofano                    |                         |  |  |       |  |  |                        |  |  |           |  |

### Fonti primarie
- Dezső Dercsényi, Leslie S. Domonkos (a cura di), Chronica Picta, Corvina, Taplinger Publishing, 1970, ISBN 0-8008-4015-1.

### Fonti secondarie
- (EN) Július Bartl, Dušan Škvarna, Viliam Čičaj e Mária Kohútova, Slovak History: Chronology & Lexicon, Wauconda, Bolchazy-Carducci Publishers, 2002, ISBN 978-08-65-16444-4.
- (EN) Pál Engel, The Realm of St Stephen: A History of Medieval Hungary, 895-1526, I.B. Tauris Publishers, 2001, ISBN 1-86064-061-3.
- (HU) Gyula Kristó e Ferenc Makk, Az Árpád-ház uralkodói [Sovrani della casata degli Arpadi], I.P.C. Könyvek, 1996, ISBN 963-7930-97-3.
- (HU) Ferenc Makk, Béla I, in Gyula Kristó, Pál Engel e Ferenc Makk, Korai magyar történeti lexikon (9-14. század) [Enciclopedia dell'Antica Storia Ungherese (IX-XIV secolo)], Akadémiai Kiadó, 1994,  p. 90, ISBN 963-05-6722-9.
- (EN) Ján Steinhübel, The Duchy of Nitra, in Slovakia in History, Cambridge University Press, 2011,  pp. 15-29, ISBN 978-0-521-80253-6.